# Maucourt-sur-Orne
Maucourt-sur-Orne é uma comuna francesa na região administrativa de Grande Leste, no departamento de Meuse. Estende-se por uma área de 6,43 km². Em 2010 a comuna tinha 55 habitantes (densidade: 8,6 hab./km²).